# Щедрик білогузий
Ще́дрик білогузий (Crithagra leucopygia) — вид горобцеподібних птахів родини в'юркових (Fringillidae). Мешкає на півночі Субсахарської Африки.

## Опис
Довжина птаха становить 10-11,5 см. Виду не притаманний статевий диморфізм. Забарвлення переважно попелясто-коричневе, верхня частина тіла поцяткована бурими смужками. Крила і стернові пера темно-коричневі з сірими краями. Горло і верхня частина грудей сіруваті або білуваті, поцятковані бурими смужками. Решта нижньої частини тіла білувата. Надхвістя і гузка білі. Дзьоб і лапи яскраво-рожеві.

## Підвиди
Виділяють три підвиди:
- C. l. riggenbachi (Neumann, 1908) — від Мавританії і Сенегалу до західного Судану і півночі ЦАР;
- C. l. pallens (Vaurie, 1956) — Нігер;
- C. l. leucopygia Sundevall, 1850 — схід Судану, Південний Судан, західна і центральна Ефіопія, Еритрея, північний схід ДР Конго і Уганди.

## Поширення і екологія
Білогузі щедрики мешкають в Мавританії, Сенегалі, Гамбії, Малі, Буркіна-Фасо, Гані, Того, Беніні, Нігері, Нігерії, Камеруні, Чаді, Центральноафриканській Республіці, Судані, Південному Судані, Ефіопії, Еритреї, Демократичній Республіці Конго і Уганді. Вони живуть в саванах Сахелю, на полях і пасовищах, в садах і на плантаціях. Зустрічаються парами або невеликими зграйками. Живляться насінням. Сезон розмноження в Мавританії триває з жовтня по лютий, в Сенегалі з вересня по березень, в Нігерії з липня по серпень і у грудні. Гніздо чашоподібне, діаметром 6 см, зроблене зі стебел, рослинних волокон, листя і корінців, розміщується між двома тонкими гілочками на висоті від 1,5 до 5 м над землею. В кладці 3-4 яйця. Інкубаційний період триває 13 днів.